# Canthidium luteum
Canthidium luteum е вид бръмбар от семейство Листороги бръмбари (Scarabaeidae).

## Разпространение
Този вид е разпространен в Еквадор.